# Siilinjärvi (sjö i Siilinjärvi, Norra Savolax)
Siilinjärvi är en sjö i kommunen Siilinjärvi i landskapet Norra Savolax i Finland. Sjön ligger 81,8 meter över havet. Den är 36,16 meter djup. Arean är 2,83 kvadratkilometer och strandlinjen är 16,07 kilometer lång. Sjön  ingår i Vuoksens huvudavrinningsområde.   Den ligger omkring 17 kilometer norr om Kuopio och omkring 350 kilometer norr om Helsingfors. 
I sjön finns öarna Sääkssaari, Peltosaari, Nihtluoto och Mikkelsaari. 
Centralorten Siilinjärvi ligger nordväst om sjön.